# Вервес, Юрий Григорьевич
Ю́рий Григо́рьевич Ве́рвес (укр. Юрій Григорович Вервес; 24 октября 1946, Киев, Киевская область, УССР, СССР — 22 августа 2021) — советский и украинский учёный-биолог и энтомолог, доктор биологических наук (1989), профессор (1991, согласно другим источникам, 1992). Член Академии наук высшей школы Украины (1995). Член Учёного совета по защите докторских диссертаций Института зоологии имени Ивана Шмальгаузена НАН Украины (до 2015 г.). Член редакционной коллегии Международного журнала «An International Journal of Dipterological Research».

## Биография
Родился в семье литературоведов Григория Вервеса и Галины Сидоренко. В 1969 году с отличием окончил биологический факультет Киевского университета.
В 1969—1971 годах служил в Советской армии. После демобилизации в 1971—2004 годах работал на кафедре зоологии Киевского университета последовательно на должностях ассистента (1975-80), доцента (1984-90), профессора, а в 1991—2001 годах — заведующего этой кафедрой. В 2005—2007 годах — заведующий кафедрой экологии, экологической безопасности и экологических рисков в жилищно-коммунальном хозяйстве Государственной академии жилищно-коммунального хозяйства.
В 1974 году защитил кандидатскую диссертацию на тему «Саркофагиды (Diptera, Sarcophagidae) Среднего Приднепровья». В 1989 году защитил докторскую диссертацию на тему «Саркофагиды (Diptera, Sarcophagidae) Старого Света. Система, трофические связи, распространение» по специальности энтомология.
С 2008 года по 10 февраля 2011 года — ведущий научный сотрудник Института защиты растений УААН и, по совместительству (с 1 сентября 2008 г. по 30 июня 2009 года) — профессор кафедры экобиотехнологии и биоэнергетики Национального технического университета «Киевский политехнический институт».
Со 2 апреля 2012 года — ведущий научный сотрудник Института эволюционной экологии НАН Украины.

## Научная деятельность
Область работы — общая биология, систематика животных, экология и палеонтология. Установил три новые классы ископаемых членистоногих, описал около 200 новых для науки вида двукрылых насекомых (например, Blaesoxipha rybaltschenkoi), в частности семейств Sarcophagidae и Calliphoridae. Создал общепризнанную систему этих мух (около 2600 видов), гипотезу происхождения и развития трофических связей высших мух. Автор оригинальной гипотезы об историческом развитии трофических связей личинок высших двукрылых. Ряд работ посвящён вопросам защиты и охраны насекомых и беспозвоночных животных на Украине, в том числе критериям внесения тех или иных видов в Красную книгу.
Автор (в том числе в соавторстве) около 280 работ, из которых 30 учебников и 6 учебных пособий для школ и вузов, 12 научных монографий и более 160 научных статей в международных и отечественных изданиях. Научный руководитель пяти кандидатов биологических наук.

## Признание и награды
Премия имени Тараса Шевченко Киевского университета (1990); международное звание «Соросовский профессор» (1998).